# Peter Jonas Bergius
Pour les articles homonymes, voir Bergius.
Peter Jonas Bergius est un botaniste suédois, né le 6 juillet 1730 à Stockholm et mort le 10 juillet 1790.

## Biographie
Il étudie auprès de Carl von Linné, qui lui dédie le genre Bergia de la famille des Elatinaceae en 1771.
Berg est notamment l’auteur de Descriptiones plantarum ex Capita Bonae Spei (1767) où il décrit la flore du cap de Bonne-Espérance.
Il lègue à l’Académie des sciences de Stockholm sa bibliothèque et son jardin botanique (Bergianska trädgården), dont les bâtiments abritent aujourd’hui un organisme d’étude de l’environnement. Peter Jonas Bergius est devenu membre de la Royal Society le 31 mai 1770.

## Œuvres
- (la) Lars Salvius, Descriptiones plantarum ex Capite Bonae Spei, Stockholm, 1767 (lire en ligne)

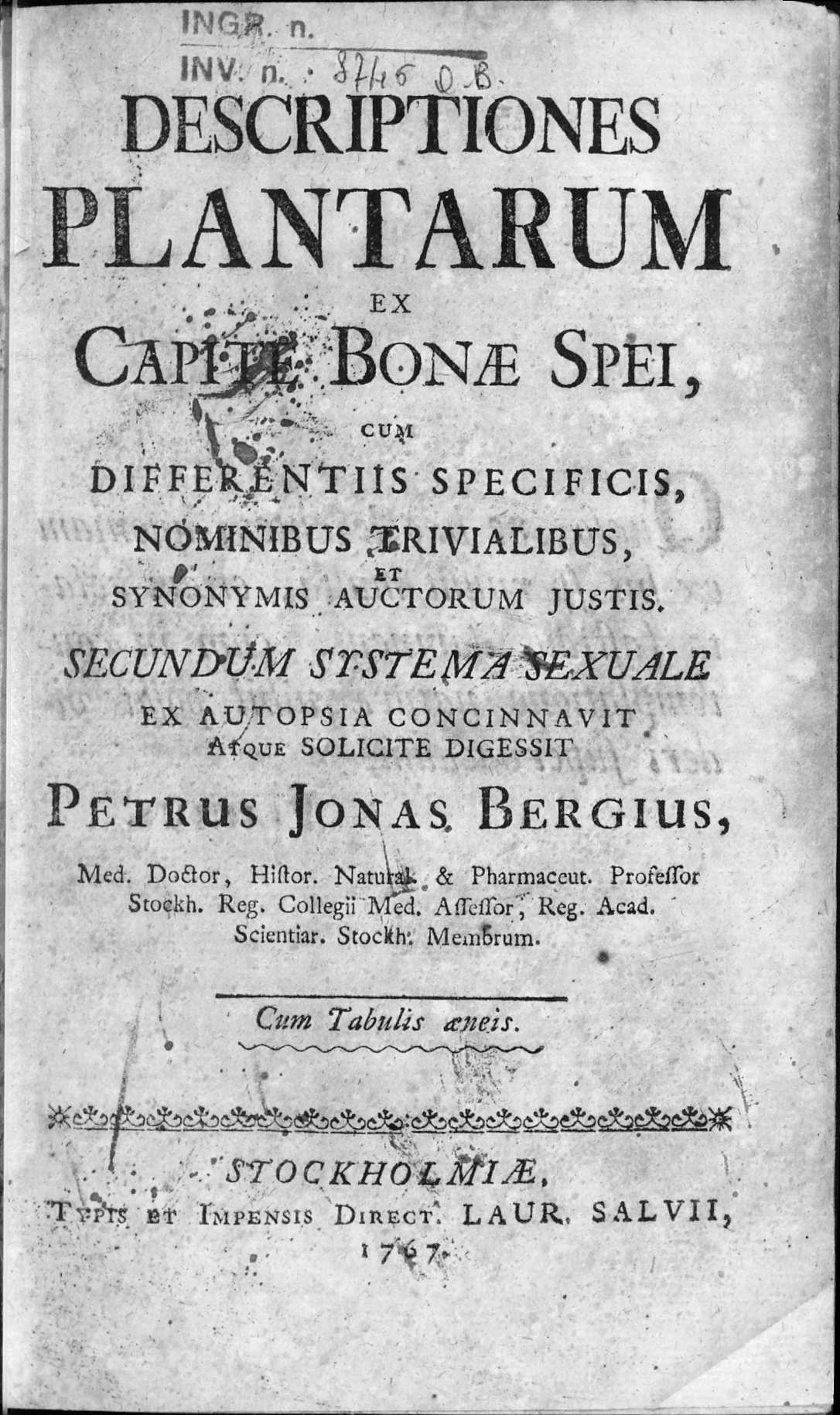
Descriptiones plantarum ex Capite Bonae Spei, 1767